# Pine Mountain (Contea di Harris)
Pine Mountain è una città degli Stati Uniti d'America, situata in Georgia, nella Contea di Harris e in parte nella Contea di Meriwether.